# Blaggards
 (juillet 2025).
La mise en forme du texte ne suit pas les recommandations de Wikipédia : il faut le « wikifier ».
Les points d'amélioration suivants sont les cas les plus fréquents :
- Les titres sont pré-formatés par le logiciel. Ils ne sont ni en capitales, ni en gras.
- Le texte ne doit pas être écrit en capitales (les noms de famille non plus), ni en gras, ni en italique, ni en « petit »…
- Le gras n'est utilisé que pour surligner le titre de l'article dans l'introduction, une seule fois.
- L'italique est rarement utilisé : mots en langue étrangère, titres d'œuvres, noms de bateaux, etc.
- Les citations ne sont pas en italique mais en corps de texte normal. Elles sont entourées par des guillemets français : « et ».
- Les listes à puces sont à éviter, des paragraphes rédigés étant largement préférés. Les tableaux sont à réserver à la présentation de données structurées (résultats, etc.).
- Les appels de note de bas de page (petits chiffres en exposant, introduits par l'outil «  Source ») sont à placer entre la fin de phrase et le point final[comme ça].
- Les liens internes (vers d'autres articles de Wikipédia) sont à choisir avec parcimonie. Créez des liens vers des articles approfondissant le sujet. Les termes génériques sans rapport avec le sujet sont à éviter, ainsi que les répétitions de liens vers un même terme.
- Les liens externes sont à placer uniquement dans une section « Liens externes », à la fin de l'article. Ces liens sont à choisir avec parcimonie suivant les règles définies. Si un lien sert de source à l'article, son insertion dans le texte est à faire par les notes de bas de page.
- La présentation des références doit suivre les conventions bibliographiques. Il est recommandé d'utiliser les modèles {{Ouvrage}}, {{Chapitre}}, {{Article}}, {{Lien web}} et/ou {{Bibliographie}}. Le mode d'édition visuel peut mettre en forme automatiquement les références.
- Insérer une infobox (cadre d'informations à droite) n'est pas obligatoire pour parachever la mise en page.

Pour une aide détaillée, merci de consulter Aide:Wikification.
Si vous pensez que ces points ont été résolus, vous pouvez retirer ce bandeau et améliorer la mise en forme d'un autre article.
Blaggards est un groupe de rock celtique basé à Houston (Texas). L'hebdomadaire Houston Press les a décrits comme « les héritiers d'H-Town au trône d'émeraude de Phil Lynott et Shane MacGowan ».

## Histoire
Les Blaggards ont pour leader le guitariste et chanteur Patrick Devlin, qui a grandi à Dublin, en Irlande , où il écoutait la musique de la résistance irlandaise et des groupes de heavy metal comme Black Sabbath et Iron Maiden.
Après avoir déménagé à Houston en 1994, Devlin participe au groupe de rock irlandais On The Dole durant plusieurs années avant de fonder Blaggards en juillet 2004 avec le bassiste Chad Smalley (fils du prix Nobel Richard Smalley), la violoniste Turi Hoiseth et le batteur Brian Vogel. Hoiseth et Vogel ayant quitté le groupe, Devlin et Smalley sont les seuls membres d'origine.
Blaggards ont effectué des tournées aux États-Unis et à l'étranger, et ont joué au festival South by Southwest en 2008, où ils furent le seul groupe celtique figurant au programme officiel.
Leur musique a été joué sur la Sirius Satellite Radio dans le programme Celtic Crush, de Larry Kirwan pour Black 47. En 2013, il a inclus leur enregistrement de The Irish Rover sur sa compilation Larry Kirwan Celtic Invasion.
La chanson Big Strong Man, issue du premier album des Blaggards, Standards, apparaît dans le film réalisé par Nick Moran en 2010, Le Kid.

## Membres
- Patrick Devlin - Chant et à la guitare
- Chad Smalley - Chant et à la basse
- Michael McAloon - Batterie

## Discographie
- Standards (2005)

```
1. Drunken Sailor

2. Bog Songs

3. Big Strong Man (Yakety Sax)

4. Prison Love Songs (Folsom Prison Blues/ The Fields of Athenry)

5. Slapper's Medley

6. Foggy Dew

7. Botany Bay

8. Rocky Road to Dublin

9. Suspicious Minds

10. Irish Rover
```

- Live in Texas (2010)

```
1. Waxie de Dargle (Live)

2. Whisky dans le Bocal (Live)

3. Rocky Road to Dublin (Live)

4. Spancil Hill (Live)

5. Slapper Medley (Live)

6. Départ de Liverpool (Live)

7. Botany Bay (Live)

8. Foggy Dew (Live)

9. Grand Et Fort L'Homme (Live)

10. Drunken Sailor (Live)

11. La Tourbière De Chansons (Live)

12. Wild Rover (Live)

13. Irish Rover (Live)
```